# Karl Brückner (Geiger)
Karl Gustav Alexander Brückner (* 5. Mai 1893 in Göteborg; † 19. Februar 1963 in Riga) war ein deutsch-schwedischer Violinist und Musikpädagoge.

## Leben

### Herkunft und Familie
Karl Brückner entstammte einer ursprünglich in Coburg ansässigen Familie. Von dort wanderte sein 1747 geborener Ururgroßvater nach St. Petersburg aus. Sein Großvater war der in Jena verstorbene Historiker Alexander Brückner, Professor für russische Geschichte an der Kaiserlichen Universität Dorpat. Seine Onkel waren der Tübinger Rechtsgelehrte Philipp Heck, der Wiener Geograph Eduard Brückner und der Baseler Ophthalmologe Arthur Brückner, der Hertha Teichmüller, die Tochter des Dorpater Philosophen Gustav Teichmüller geheiratet hatte.
Karls Brückners Vater, Gustav Julius Brückner (1865–1927), hatte sich in Dresden zum Geiger ausbilden lassen und wirkte ab 1891 in Göteborg als Musiklehrer. Im selben Jahr heiratete Gustav Brückner die aus Finnland stammende Aina Erika Edlund (1863–1931), mit der er als Musikdirektor nach Leipzig und ab 1916 nach München zog, wo er verstarb.
Karl Brückner heiratete in erster Ehe 1920 in München die Konzertpianistin Eleonore (Lore) Klara Therese Winter (* 8. Februar 1897 in München). Der Ehe entstammte der Sohn Ernst Helmut Brückner (1921–1942).
In zweiter Ehe war er seit 1922 mit der aus Berlin stammenden Nora Edith Friedberg (1890–1970) vermählt. Aus dieser Verbindung ging die Tochter Marianne Brückner (1922–2011) hervor, die sich 1945 in Riga mit dem Geiger Markus Kremer (1898–1981) verehelichte. Beider Sohn und somit Enkel von Karl Brückner ist der Violinist Gidon Kremer.

### Werdegang
Karl Brückner erhielt klassischen Geigenunterricht zunächst bei seinem Vater, ab 1901 bei Hans Sitt. Seit 1903 war Brückner offiziell am Leipziger Konservatorium eingeschrieben, welches er 1909 verließ. Dort erhielt er neben dem Geigenunterricht bei Hans Sitt zusätzlich Klavierstunden von Alois Reckendorf. Der als Wunderkind auf der Geige geltende Brückner besuchte ab 1904 das Königin-Carola-Gymnasium, das er 1914 mit dem Reifezeugnis verließ.
Nach ausgedehnten Konzertreisen studierte er Musikwissenschaft an den Universitäten von Leipzig und München, „wo er 1921 mit einer Arbeit über Mossi, seine Umwelt und seine Sonaten promovierte“.
Von 1921 bis 1928 war er Lehrer am Konservatorium in Karlsruhe. Anschließend wirkte er als 1. Konzertmeister und Musikpädagoge in Frankfurt am Main und in Hamburg.
Aufgrund der jüdischen Abstammung seiner Frau emigrierte er 1935 nach Estland. Dort erlebte er 1939 die Annektierung der Baltischen Staaten durch die Sowjetunion.
Während des Krieges befand er sich in Alma-Ata, wo sein Sohn aus erster Ehe verstarb. Ab 1941 erhielt er eine Anstellung als Violinist am Mossowjet-Theater in Moskau. 1945 wurde er an das Staatskonservatorium Riga berufen, wo er bis zu seiner Pensionierung 1960 lehrte.

## Veröffentlichungen
Neben musikgeschichtlichen Aufsätzen veröffentlichte Karl Brückner Arbeiten zur Violinpädagogik, darunter die 28 Hefte umfassende Reihe Psychologie des Geigenspiels (Bonn 1932 ff) und Tonleiterstudien (Riga 1948).